# Abigeato
Abigeato é uma espécie de crime de furto que envolve a subtração de animais, principalmente domesticados, como animais de carga e animais para abate, no campo e fazendas. A captura de animais selvagens normalmente não é associada com o mesmo tipo penal. 

## Legislação
Os códigos ou projetos de códigos que contemplam essa figura de delito, justificam a penalidade maior do abigeato em relação ao furto, pela maior facilidade que tem o autor para praticá-lo. A escuridão e a pouca vigilância existente na zona rural, onde geralmente ficam os animais, propiciam, ainda, ao agente escapar de ser surpreendido ou identificado, gerando uma regular impunidade.
Como exemplo podemos citar um dos maiores e mais notórios: Big Nose George, que foi um abactor, morto em 22 de Março de 1881, após ser linchado e pendurado em um poste telegráfico.  
No Código Penal brasileiro não há maior repreensão em relação ao abigeato propriamente dito, mas, em algumas situações, é possível que a conduta seja considerada como qualificada e a pena a ela atribuída seja maior, desde que presente alguma das hipóteses previstas no §4º do art. 155 do Código Penal.  
A LEI Nº 13.330, DE 2 DE AGOSTO DE 2016 alterou o Código Penal Brasileiro para para tipificar, de forma mais gravosa, os crimes de furto e de receptação de semovente domesticável de produção, ainda que abatido ou dividido em partes.  